# برايان جاكسون (لاعب كرة سلة)
برايان جاكسون (بالإنجليزية: Brian Jackson)‏ (و. 1959  م) هو لاعب كرة سلة أمريكي، ولد في لوس أنجلوس، مركز لعبه هو لاعب هجوم صغير الجسم.

## روابط خارجية
- برايان جاكسون على موقع سبورتس رفرنس (الإنجليزية)
- برايان جاكسون على موقع الدوري الإسباني لكرة السلة (الإسبانية)
- برايان جاكسون على موقع كلية كرة السلة في سبورتس رفرنس.كوم (الإنجليزية)
- برايان جاكسون على موقع ريلجم (الإنجليزية)
- برايان جاكسون على موقع بروبوليرز (الإنجليزية)
- برايان جاكسون على موقع سبورتس رفرنس (الإنجليزية)